# 北大西洋人種
北大西洋人種，是白色人種中北歐人種的一個變異類型，由盎格鲁撒克逊人、凯尔特人和地中海人种混合形成。主要分布於英倫三島與北美地区。零星散落在欧洲大陆。

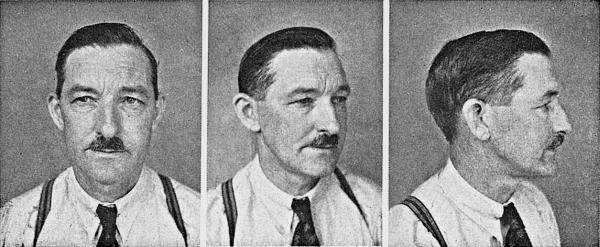
来自苏格兰西南部艾尔郡的苏格兰人，北大西洋人种。

## 外觀
北大西洋人種是北歐人種與地中海人種混合類型，特色是白皙或红润的肤色，深褐色頭髮，淡色眼珠（常为蓝眼），双眼皮，鼻子窄高，長窄头型。体征介于北欧人种和地中海人种亚群中的大西洋-地中海人种之间。除此以外與北歐人種無異。美国好莱坞和英国明星许多是这个人种类型，并通过好莱坞影视业将其形象输出至全球各地。

## 分布
此人种为爱尔兰和英国部分地区的主要人种类型，尤其是西苏格兰和威尔士。常见于法国西北部，并分布于比利时、瑞士、利古里亚、德国西部和挪威。从葡萄牙和加利西亚到奥地利以及瑞典也有零星分布。